# Karl Kořínek

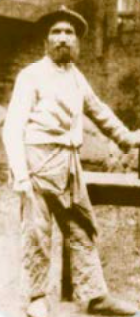
Karl Kořínek als Ziegeleiarbeiter in Wien

Karl Kořínek (* 19. November 1858 in Czaslau, Böhmen, Kaisertum Österreich; † 28. Juni 1908 in Wien, Österreich-Ungarn) war ein tschechischer Sozialist und Gewerkschaftsführer in Cisleithanien.

## Leben
Nach einem mehrmaligen Orts- und Arbeitsplatzwechsel in den 1870er und 1880er Jahren spielte Kořinek ab 1889 zunächst als Obmann bzw. Gründer verschiedener Wiener Arbeiterbildungsvereine (Apollo 1889, Svornost 1892) eine herausragende Rolle in der tschechischen Sozialdemokratie und der sich formierenden modernen Gewerkschaftsbewegung in Wien. 
Ab 1895 fungierte er als Angestellter der Reichsgewerkschaftskommission und stieg in der Folge zum tschechischen Stellvertreter des deutschen Kommissionssekretärs Anton Hueber auf. Kořinek war ebenso Gründer der ersten tschechischen Metallergewerkschaftsgruppe (1897) und der "Union der Ziegelarbeiter" (1905) in Wien sowie Herausgeber sozialdemokratischer Parteizeitungen und tschechischer Vertreter in der Gesamtexekutive der sozialdemokratischen Parteienföderation in der westlichen Reichshälfte. In den internen nationalen Konflikten zwischen den beiden Hauptzentren der sozialistischen Bewegung im Habsburgerstaat  – Wien und Prag – trat Kořinek für die übernationale Einheitlichkeit der Gewerkschaftsorganisation im Rahmen der Reichsgewerkschaftskommission ein. Er war somit gleichzeitig ein Gegner der Autonomiebestrebungen der tschechischen (Prager) Sozialdemokratie im Gewerkschaftsbereich, welche bereits 1897 zur Bildung einer zweiten sozialistischen Gewerkschaftszentrale (Odborové sdružení českoslovanské, dt. Tschechoslowakische Gewerkschaftszentrale) in Cisleithanien führte.

## Bedeutung
Koříneks Wirken als führender – aber eben „nur“ zweiter – Kopf in der Reichsgewerkschaftskommission steht stellvertretend für die multiethnische Struktur dieser Bewegung, ihrer international(istisch)en Bemühungen im Habsburgerstaat, aber auch deren Grenzen.  Während besonders im Wiener Zentrum der Reichsgewerkschaftskommission die Einbindung der nichtdeutschen, v. a. tschechischen Minderheit vergleichsweise gut und dauerhaft in die Zentralstrukturen gelang, blieb diese Wiener Gewerkschaftskommission reichsweit betrachtet – trotz der Multiethnizität des Habsburgerstaats – von deutschen Mitgliedern und v. a. Funktionären überproportional dominiert.